# Vjatitsjen
De Vjatitsjen of Vjatitsji (Russisch: вятичи) waren een Slavische stam die een deel van het Okabekken bewoonde.

## Locatie
Volgens de Nestorkroniek stamden de Vjatitsjen af van de Ljachen, en kwamen ze uit het gebied ten oosten van de Wisła (het gebied later bekend als Rood-Roethenië). Als gevolg van meerdere invallen van andere volkeren waren ze naar het oosten getrokken.
радимичи же и вятичи — от рода ляхов. Были ведь два брата у ляхов — Радим, а другой — Вятко; и пришли и сели: Радим на Соже, и от него прозвались радимичи, а Вятко сел с родом своим по Оке, от него получили свое название вятичи.
De Radimitsjen zijn als de Vjatitsjen van het volk der Ljachen. Er waren in feite twee broers van de Ljachen: Radym, en de andere Vjatko; aldus kwamen en vestigden ze zich: Radym naar de Sozj, en naar hem werden de Radimitsjen vernoemd, en Vjatko trok met zijn verwanten naar de Oka; van hem kregen ze de naam Vjatitsjen.— Nestorkroniek
In het Okabekken bevond zich de Dnjepr-Baltische Mosjtsjinycultuur. In de 8e eeuw werd deze opgevolgd door de Slavische Romny-Borsjtsjovocultuur, hetgeen geïdentificeerd wordt met de komst der Vjatitsjen. In de 11e eeuw beheersten de Vjatitsjen al het bekken van de Moskva en het gebied van het huidige Moskou. Als gevolg van de ontwikkeling van de ambachten en de toenemende handel stichtte de stam in de 11e en 12e eeuw een aantal steden waaronder Moskou, Koltesk, Dedoslav, Nerinsk en anderen. Hun centrum was Kordno, geïdentificeerd als de nederzetting Korno bij Mosalsk.

## Schatplichtig
Tussen de 9e en 10e eeuw waren de Vjatitsjen schatplichtig aan de Chazaren. In 966 werden ze tijdelijk onderworpen door Svjatoslav I van Kiev. Diens zoon Vladimir bevocht hen opnieuw in 981 en maakte hen tribuutplichtig. Ze rebelleerden, en in 982 kwam het weer tot strijd. Tot in de vroege 12e eeuw was de stam constant bezig zijn onafhankelijkheid te verdedigen. In de tweede helft van de 12e eeuw werd het land van de Vjatitsjen verdeeld onder de vorsten van Soezdal en Tsjernigov. De laatste directe vermelding van de Vjatitsjen werd gemaakt in een kroniek onder het jaar van 1197.

## Cultuur
De cultuur van zowel de Radimitsjen als de Vjatitsjen toont een duidelijke Baltische invloed. De Nestorkroniek zegt verder over de Vjatitsjen: Zij waren heidenen die in de bossen leefden. Aten onreine dingen. Gebruikten grove taal. Kenden geen huwelijk. Tijdens feesten met meerdere dorpen schaakten zij volgens afspraak vrouwen. Zij hadden twee of drie vrouwen. Na een overlijden hielden zij een dodenmaal. De stoffelijke resten werden verbrand en in een koergan (grafheuvel) begraven. De botten werden in een pot op een paal langs de weg gezet.
Tal van archeologische monumenten in Moskou getuigen van de Vjatitsjen. Hun versterkte nederzettingen van de 11e eeuw waren gevestigd in het historische centrum van de hedendaagse Moskou, namelijk bij de Borovitski-heuvel (locatie van het huidige Kremlin van Moskou), Kolomenskoje (het voormalige dorp Djakovskoje), het district Koentsevo en elders. Men heeft sporen van nederzettingen der Vjatitsjen in Bratejevo, Zjoezino, Aljosjkino, Matvejevskoje en andere plaatsen bij Moskou gevonden. Grafheuvels met crematiegraven zijn gevonden langs de bovenlopen van de Oka en Don.